# Гангток
Ґанґток (англ. Gangtok, непальська, хінді: गंगटोक) — столиця та найбільше місто індійського штату Сіккім.

## Географія
Гангток розташований на Шивалікських пагорбах в хребті Східні Гімалаї на висоті 1437 м над рівнем моря. 

### Клімат
Місто знаходиться у зоні, котра характеризується океанічним кліматом субтропічних нагір'їв. Найтепліший місяць — серпень із середньою температурою 19.5 °C (67.1 °F). Найхолодніший місяць — січень, із середньою температурою 8.4 °С (47.1 °F).
| Клімат Ґанґтока         | Клімат Ґанґтока | Клімат Ґанґтока | Клімат Ґанґтока | Клімат Ґанґтока | Клімат Ґанґтока | Клімат Ґанґтока | Клімат Ґанґтока | Клімат Ґанґтока | Клімат Ґанґтока | Клімат Ґанґтока | Клімат Ґанґтока | Клімат Ґанґтока | Клімат Ґанґтока |
| Показник                | Січ.            | Лют.            | Бер.            | Квіт.           | Трав.           | Черв.           | Лип.            | Серп.           | Вер.            | Жовт.           | Лист.           | Груд.           | Рік             |
| Середній максимум, °C   | 12,6            | 14,1            | 18,3            | 21              | 21,7            | 22,2            | 22              | 22,4            | 21,8            | 20,9            | 17,8            | 14,4            | 19,1            |
| Середня температура, °C | 8,4             | 9,8             | 13,5            | 16,3            | 17,7            | 19,1            | 19,3            | 19,5            | 18,7            | 16,6            | 13,3            | 10              | 15,2            |
| Середній мінімум, °C    | 4,2             | 5,5             | 8,7             | 11,5            | 13,6            | 16              | 16,6            | 16,5            | 15,5            | 12,3            | 8,7             | 5,6             | 11,2            |
| Норма опадів, мм        | 31.9            | 79.4            | 122.2           | 270.9           | 527.7           | 611.3           | 628.6           | 563.2           | 463.4           | 177.9           | 41.7            | 21.1            | 3539.3          |
| ----------------------- | --------------- | --------------- | --------------- | --------------- | --------------- | --------------- | --------------- | --------------- | --------------- | --------------- | --------------- | --------------- | --------------- |
| Джерело: Weatherbase    |                 |                 |                 |                 |                 |                 |                 |                 |                 |                 |                 |                 |                 |

## Населення
Місто з населенням близько 30 тис. мешканців (2001 рік), що належать до різних етнічних груп, таких як непальці, лепча і бхутіа, управляється різними департаментами уряду штату Сіккім. 

## Економіка
Місто розташоване неподалік від кількох відомих вершин Гімалаїв та характеризується м'яким кліматом, що робить його туристичним центром штату.